# Wojna włosko-abisyńska (1935–1936)
Wojna włosko-abisyńska 1935–1936 (także II wojna włosko-abisyńska) – jeden z największych w historii konfliktów o podłożu kolonialnym. Był wynikiem włoskich dążeń do stworzenia jednolitej kolonii, obejmującej Abisynię i wcześniej już należące do Włochów – Erytreę i Somali Włoskie, opanowania źródeł Nilu Błękitnego i licznych, eksploatowanych dotychczas w minimalnym stopniu bogactw naturalnych oraz pomszczenia klęski doznanej podczas najazdu w 1896 roku pod Aduą.
W grudniu 1934 roku liczący – w zależności od źródła – od 250 do nawet 1000 żołnierzy etiopski oddział natrafił na 60 kolonialnych żołnierzy włoskich w oazie Ueluel oddalonej o 60 km od granicy. Należy wspomnieć, że granica była w tym miejscu mocno niedokładna i oaza stanowiła terytorium sporne między obydwoma krajami. Doszło do walki, w wyniku której zginęło 110 etiopskich oraz od 30 do 50 włoskich i somalijskich żołnierzy. Po incydencie Włosi wycofali się w kierunku Somalii. Sympatia międzynarodowa była po stronie Etiopczyków, zaś Włochów uznano za agresorów, chociaż liczebność etiopskiego oddziału sugerowałaby, że to Etiopczycy byli stroną agresywną. W polityce rozpoczął się okres nazywany przez historyków kryzysem abisyńskim. Od tego czasu Włosi rozpoczęli wzmacnianie garnizonów w Erytrei i Somali – do rozpoczęcia wojny zebrali około 350 tysięcy dobrze uzbrojonych żołnierzy. Dowódcy włoscy planowali szybkie przełamanie frontu północnego i zajęcie Addis Abeby oraz odcięcie pozostałych sił etiopskich atakiem z południa.

## Przebieg walk
Wojska włoskie wkroczyły do Abisynii 3 października 1935. Komentatorzy europejscy przewidywali, że wojna będzie trwała latami – jak niemal każda wojna kolonialna. Główny ciężar ataku przyjął front północny (erytrejski) skupiający 2/3 ogółu sił włoskich i większość sił pancernych pod dowództwem generała Emilio De Bono, będącego jednocześnie głównodowodzącym całej ekspedycyjnej armii włoskiej. Od Somalii ruszył pomocniczy front południowy, dowodzony przez gen. Rodolfo Grazianiego. Wskutek zbyt późno ogłoszonej mobilizacji liczące około 600 tysięcy ludzi wojska plemienne zebrały się pod Addis Abebą dopiero w grudniu 1935. Do pierwszej poważnej bitwy doszło na początku listopada pod Mekeile. Mimo twardego oporu miasto padło, a Włosi koncentrując się na stabilizacji frontu zaprzestali ataków na kilka dni. Postępy wojsk włoskich nie zadowalały Benita Mussoliniego. Spowalniały je brak dróg i piaszczysty teren, więc marszałka Emilio De Bono zastąpił Pietra Badoglio, przed którym postawiono zadanie zajęcia stolicy Etiopii przed porą deszczową. Korzystając z chwili wytchnienia, Etiopczycy zorganizowali jedyny udany kontratak – Ofensywę Bożonarodzeniową – pod Aksum i Tembien, w wyniku którego zdobyli kilka czołgów i dział. Sukces ten był jednak bardzo ograniczony i nie miał większego wpływu na przebieg działań wojennych. 22 stycznia Włosi po krwawych walkach odzyskali Tembien, jednak nie osiągnęli głównego celu – nie otoczyli armii etiopskiej, a sami ponieśli wielkie straty. Badoglio uznał więc, że należy wprowadzić inne środki walki.
W bitwie o Ambę Aradam Włosi atakowali umocnionych na zboczach gór Etiopczyków zmasowanymi bombardowaniami i ostrzałem ciężkiej artylerii. Jako represje za torturowanie i mordowanie wziętych do niewoli Włochów użyto także gazu musztardowego. Włosi osiągnęli cel po pięciu dniach walk. Było to zwycięstwo o tyle ważne, że otworzyło drogę do stolicy Etiopii i zmniejszyło odwody cesarza. Znacznie gorzej szło Włochom na południu, gdzie zajmowane tereny były całkowicie pozbawione wody, którą dowożono z portów Somalii. Dodatkowo pojawiły się dezercje z oddziałów kolonialnych. 27 lutego na froncie północnym doszło do drugiej bitwy o Tembien, gdzie Włosi odnieśli łatwe zwycięstwo, otaczając Etiopczyków za pomocą sił pancernych i rozbijając ich bombardowaniami.
Jedynymi odwodami etiopskimi była 10-tysięczna Gwardia Cesarska, jedyna pełnowartościowa jednostka etiopska. Cesarz zdecydował się na wydanie przeciwnikowi decydującej bitwy. 31 marca Gwardia Cesarska i 30 tysięcy żołnierzy z wojsk plemiennych zaatakowały przeciwnika pod Majczeu. Wskutek impetu natarcia załamało się lewe skrzydło Włochów, ale postępy Etiopczyków zatrzymały intensywne naloty. Po trzech dniach walk resztki wojsk cesarskich wycofały się. Władca kraju, cesarz Haile Selassie I, wraz z rządem i rodziną udał się na wygnanie do Europy, a w dniu 9 maja rząd włoski pod przewodnictwem Benita Mussoliniego ogłosił dekret o aneksji Etiopii i o nadaniu królowi Włoch Wiktorowi Emanuelowi III tytułu cesarza Etiopii. Etiopczycy nie pogodzili się z porażką i rozpoczęli wojnę partyzancką, która trwała aż do 1941 roku, gdy Etiopia została odbita przez Aliantów.
Kraj został włączony do Włoskiej Afryki Wschodniej, na czele której w uznaniu zasług postawiono generała, a następnie marszałka Rodolfa Grazianiego z tytułem generała-gubernatora i wicekróla Etiopii.

## Siły
Włoskie wojska liczyły około 350 tysięcy dobrze uzbrojonych żołnierzy zorganizowanych w 5 dywizji piechoty, 4 dywizje Milicji Faszystowskiej i jednostki kolonialne składające się przede wszystkim z żołnierzy z Erytrei oraz dubatsów. Wspierało ich około 350 samolotów i 250 tankietek i czołgów (głównie typów CV 33 i Fiat 3000), Włosi używali także gazów bojowych i nowoczesnej artylerii. W trakcie walk do portów w Erytrei przybywały dodatkowe jednostki, łącznie około 150 tysięcy żołnierzy.
Etiopczycy po zakończeniu mobilizacji wystawili wojsko liczące około 350 tysięcy ludzi.

## Zbrodnie wojenne

### Użycie gazów bojowych
Użycie środków chemicznych w wojnie zatwierdził Mussolini – „Rzym, 27 października '35. A.S.E. Użycie gazu jest ultima ratio w celu przezwyciężenia oporu wroga i w wypadku kontrataku jest zatwierdzone. Mussolini”. Użycie gazów bojowych było zakazane przez protokół genewski z 1925 roku. Użycie gazu starano się zachować w tajemnicy, lecz zostało ono ujawnione światu przez Międzynarodowy Czerwony Krzyż i zagranicznych obserwatorów. Reakcją na informacje o zbrodniach były „omyłkowe” bombardowania (przynajmniej 19 razy) namiotów Czerwonego Krzyża.
Pierwsze bojowe użycie gazów bojowych miało miejsce 22 grudnia 1935 w rejonie przełęczy Dembeguina.
10 stycznia 1936 roku Graziani depeszował do Rzymu: „Ostatnie akcje wykazały, jak znakomite rezultaty przynosi użycie gazu”. W efekcie na jego rozkaz opryskiwano iperytem rzeki, jeziora, ujęcia wody, pastwiska i uprawy. Tysiące ludzi zginęło lub zostało okaleczonych, a straty potęgował brak pomocy medycznej na terenie Etiopii.

### Masakry jeńców i cywilów
W bitwie pod Ghergheda na północnym froncie dwóch ochotników Czarnych Koszul, szeregowcy Francesco Pascale i Teodoro Manieri zostali wykastrowani, a następnie zamordowani. Podczas bitwy na przełęczy Dembeguina 14–15 grudnia 1935 r. etiopscy żołnierze Rasa Immiru zamordowali co najmniej 14 włoskich czołgistów po wzięciu do niewoli.
Abisyńczycy zabili dominikanina i ochotnika Czarnych Koszul, ojca Reginaldo Giulianiego, który zginął, gdy udzielał ostatniego namaszczenia rannym. Miał opaskę Czerwonego Krzyża. Przed ciosami osłaniał się małym drewnianym krzyżem. Odznaczono go pośmiertnie złotym medalem za odwagę. Nad rzeką Calamino sanitariusz 1 Dywizji Czarnych Koszul, szeregowiec Andrea Billi został zastrzelony przez snajpera, gdy próbował pomóc rannym. Wraz z nim ranni zostali sanitariusze Mario Marri i Luigi Segoni. Wszyscy nosili oznaczenia Czerwonego Krzyża.
O nadużyciach strony etiopskiej pisał polski korespondent Roman Fajans, wspominając m.in. o ostrzeliwaniu włoskich samolotów z budynków oznaczonych symbolami Czerwonego Krzyża. W efekcie Włosi zaczęli atakować pojazdy oznaczone symbolem MCK. Ponadto symbole Czerwonego Krzyża służyły Etiopczykom do zamaskowania składów paliw i amunicji.
Według szacunków Międzynarodowego Czerwonego Krzyża, w czasie wojny, jak i już po jej zakończeniu (do roku 1941) śmierć w okrutny sposób (palowanie, obdzieranie ze skóry, zrzucanie z samolotów) poniosło około 800 tys. Abisyńczyków.

## Postawa Europy
Przed wybuchem wojny cesarz Haile Selassie I występował do Ligi Narodów z prośbami o rozsądzenie sporu granicznego, lecz wskutek układów między Francją, Wielką Brytanią i Włochami Liga Narodów nie próbowała interweniować w tej sprawie. Jedynie ZSRR protestował przeciwko poczynaniom włoskim. 7 października, 3 dni po wybuchu wojny, Liga Narodów uznała, że rząd włoski dopuścił się nieuzasadnionej agresji na członka Ligi i zapowiedziała wprowadzenie sankcji ekonomicznych dla agresora. Sankcje wprowadzone 10 listopada nie objęły jednak najważniejszego surowca – ropy naftowej. Ożywiła się Wielka Brytania, która liczyła na podzielenie stref wpływów w Etiopii z Włochami; Francuzi nie protestowali zgodnie z obietnicą daną Mussoliniemu; zaś Stany Zjednoczone wprowadziły zakaz sprzedaży broni walczącym stronom, co szczególnie ugodziło w Etiopczyków.
Finlandia zorganizowała 400-osobowy korpus ekspedycyjny, mający na celu wsparcie Etiopii, ale jego transport okazał się niemożliwy. Ostatecznie wsparcie przyjęło formę wyłącznie pomocy pieniężnej oraz niewielkiej jednostki medycznej kierowanej przez profesora Richarda Faltina.
9 grudnia 1935 brytyjski minister spraw zagranicznych Samuel Hoare oraz premier Francji Pierre Laval przedstawili rządom walczących państw propozycję zmian granicznych, tzw. pakt Hoare-Laval, na mocy którego Włosi mieli przejąć znaczną część terytorium etiopskiego oraz uzyskać prawo do nieograniczonej ekspansji gospodarczej i emigracyjnej na obszarze wynoszącym około 50% powierzchni Etiopii. Cesarz Etiopii uznał dokument za skandaliczny, nie zadowalał on także Włochów, a jedynym jego skutkiem był zmasowany atak opinii publicznej na obu polityków, który doprowadził do ich dymisji.

### Postawa papieża
W przemówieniu wigilijnym w 1934 r. Pius XI mówił o przygotowaniach do nowej wojny. Czyniąc aluzję do rozpoczętych działań wojennych w Abisynii, stwierdził, że to „nowy objaw zabójczego i samobójczego obłąkania”. Później jeszcze powtarzał swe przestrogi przed rozpoczęciem wojny. 4 kwietnia 1935 stwierdził, że nowa wojna byłaby „zbrodnią tak potworną, objawem tak szalonego obłąkania, iż uważamy ją za absolutnie niemożliwą”. Wielokrotnie wypowiadał się przeciwko usprawiedliwianiu ewentualnej nowej wojny, między innymi w przemówieniu z 27 sierpnia 1935.

## Skutki wojny
Rozkazy wydane przez Mussoliniego były jasne: „Rzym, 5 czerwca 1936. A.S.E. Graziani. Wszyscy rebelianci wzięci do niewoli muszą zostać zabici. Mussolini”. W innych swoich poleceniach dyktator nakazywał przeprowadzenie eksterminacji rebeliantów i całej populacji oraz prowadzenie polityki terroru.
W lutym 1937 roku doszło do nieudanego zamachu na namiestnika Włoskiej Afryki Wschodniej Rodolfo Grazianiego. Po tym, gdy Włosi dowiedzieli się, jakoby zamachowcy mieli skryć się w klasztorze Debru Libanos, wkroczyli do niego i dokonali masakry, mordując około 300 mnichów i mniszek. Następnie okupanci dokonali masakry w Addis Abebie. Liczba ofiar nie jest znana, szacuje się ją na od 400 do 1400 ofiar, niektóre źródła podają większe liczby – od 3 do 6 tysięcy. Okupanci założyli obozy pracy, okaleczali ciała zabitych i organizowali publiczne egzekucje.